# Marchánt Davis
Marchánt Davis ist ein amerikanischer Theater- und Filmschauspieler. Einem breiteren Publikum wurde er durch den Film Reality, der 2023 im Rahmen der 73. Berlinale gezeigt wurde, bekannt.

## Karriere
Seine erste Film-Hauptrolle spielte Davis 2019 in The Day Shall Come von Regisseur Chris Morris. Im selben Jahr debütierte Davis am Broadway in der Rolle des Menschenrechtsaktivisten Stokely Carmichael in dem Stück The Great Society.
Neben seiner Profession als Schauspieler ist Davis auch als Autor für Kinderbücher tätig. Sein Debüt A Boy and His Mirror erschien 2023. Das Buch basiert auf einem Drehbuch, das Davis zunächst als Vorlage für einen Kurzfilm verfasste.

## Privates
Davis’ Geburtsort ist Philadelphia. Seine Schauspielausbildung absolvierte er an der New York University Tisch School of the Arts. Davis lebt in New York.

## Auszeichnungen
- 2019: Nominierung als Outstanding Featured Actor in a Play beim Off-Broadway-Theaterpreis Lucille Lortel (für das Stück Ain’t No Mo’).[8][7]
- 2019: Nominierungs als Lead Actor in a Play für den Audelco-Theaterpreis (für das Stück Ain’t No Mo’).[9]

## Filmografie
- 2019: The Day Shall Come
- 2019: Summer of ’72 (Tuscaloosa)
- 2021: A Journal for Jordan
- 2023: Reality

## Theater
- 2019: The Great Society[10]
- 2019: Ain't No Mo
- 2023: Good Night, Oscar[11]